# Gajusz Antoniusz Hybryda
Gajusz Antoniusz Hybryda (Gaius Antonius Hybrida, zm. po 42 p.n.e.) – polityk rzymski. Syn Marka Antoniusza Oratora.
Karierę wojskową rozpoczął jako legat i dowódca oddziałów jazdy pod komendą Sulli podczas wojen z Mitrydatesem. Pozostawiony w Grecji dla zaprowadzenia pokoju i porządku zamiast tego złupił bezwzględnie prowincje nie oszczędzając świątyń i dopuszczając się okrucieństw wobec mieszkańców. W 76 r. p.n.e. został oskarżony o nadużycia i prowadzenia sprawy przeciw niemu podjął się Cezar, ale uniknął kary dzięki przekupstwom i poparciu rodu Antoniuszów. Został później w 70 r. p.n.e. usunięty przez cenzorów ze składu senatu na podstawie oskarżeń o okrucieństwa popełnione w Grecji.
Przywrócony do stanu senatorskiego rozpoczął znów karierę polityczną. Pomimo otaczającej go złej sławy został wybrany trybunem ludowym w 71 r., pretorem w 66 p.n.e. W 63 p.n.e. został wybrany konsulem razem z Cyceronem, a w wyborach przepadł Sergiusz Katylina. Skrycie sprzyjał spiskowi Katyliny, który miał nadzieję na przyłączenie się Antoniusza do swoich planów, ale Cyceron przeciągnął go na swoją stronę oddając przypadłe mu w udziale namiestnictwo prowincji Macedonia. Zmuszony uchwałą senatu do wystąpienia przeciwko spiskowcom, w dzień bitwy pod Pistorią oddał komendę dowódcy jazdy Markowi Petrejuszowi pod pozorem obłożnej choroby. Tym niemniej jako naczelnemu wodzowi przypisano mu zwycięstwo nad wojskami Katyliny.
W latach 62–60 p.n.e. namiestnik prowincji Macedonia. Poniósł tam kilka porażek z rąk Dardanów i Bastarnów.
W Macedonii dopuścił się tak wielkich zdzierstw, że po powrocie do Rzymu został znów oskarżony o nadużycia. Pomimo obrony prowadzonej przez Cycerona został w 59 p.n.e. skazany i poszedł na wygnanie do Kefalenii.
Odwołał go z wygnania Gajusz Juliusz Cezar. W 44 p.n.e. Marek Antoniusz nakłaniał Gajusza do starania się o cenzurę i przygotowywał mu kampanię wyborczą, ostatecznie wybory się nie odbyły. W 42 p.n.e. został w końcu wybrany cenzorem wraz z Publiuszem Sulpicjuszem Rufusem.
Jedna jego córka Antonia była żoną Kaniniusza Gallusa, a druga córka Antonia Hybryda była drugą żoną Marka Antoniusza.